# Romà Escler (segle XI)
|  | Per a altres significats, vegeu «Romà Escler (segle X)». |

Romà Escler (grec medieval: Ρωμανός Σκληρός, Romanós Sklirós) fou un militar romà d'Orient del segle xi. Possiblement era nebot de Basili Escler. El seu ascens començà durant el regnat de Constantí IX Monòmac (que tenia la seva germana Maria com a amant), començant com a estrateg del tema dels Tracesis, després com a pròedre i seguidament com a dux d'Antioquia. La seva enemistat amb Jordi Maniaces fou un dels factors que propiciaren la rebel·lió d'aquest últim.
El 1057 s'ordí un complot contra l'emperador Miquel VI l'Estratiòtic, que es negava a escoltar els greuges dels alts comandants militars. Romà i els altres conspiradors residents al tema dels Anatòlics, Miquel Burtzes, Nicèfor Botaniates i els fills de Basili Argir, anaren a buscar Isaac Comnè a les seves terres prop de Kastamon (Paflagònia) i el proclamaren emperador el 8 de juny del 1057 en un lloc conegut com a Gunària. En la batalla de Pètroe, que decidí la sort de la revolta i de Miquel VI, Romà comandà l'ala dreta de l'exèrcit rebel i fou capturat per Aaron, sense que això evités la victòria d'Isaac sobre les forces legitimistes. Possiblement fou promogut al càrrec de domèstic de les escoles per Isaac o el seu successor, Constantí X Ducas (r. 1059–1068).